# Карл де Бурбон-Суассон
Шарль де Бурбон, граф Суассонский (фр. Charles de Bourbon-Soissons; 3 ноября 1566, Ножан-ле-Ротру — 1 ноября 1612, Замок Бланди-ле-Тур) — французский принц крови, младший сын 1-го принца Конде, видный полководец последних Религиозных войн. В разные годы наместничал в Бретани (1589), Дофине (1602) и Нормандии (1610), а также в Новой Франции. После прихода к власти Бурбонов носил титул «месье граф» (Monsieur le comte).

## Биография
Титулом графа Суассонского Бурбоны были обязаны наследству, которое принесла в их род Мария Люксембургская, внучка коннетабля Сен-Поля. Принц Конде погиб, когда Шарль был ещё младенцем. При разделе отцовских владений Шарль получил, помимо Суассона, графства Клермон и Дрё, сеньорию Конде и город Нуайе.
Мать, Франсауза Орлеанская-Лонгвиль из рода Лонгвилей, воспитала младшего сына в католическом исповедании (хотя его старший брат возглавлял французских гугенотов). Из династических соображений его женили на Анне де Монтафье, дочери принца Кариньянского и Жанны (будущей супруги другого брата месье графа — Франсуа де Конти).
В своих взглядах на текущие события граф Суассонский часто следовал за дядюшкой, кардиналом де Бурбоном. В молодости примыкал к Католической лиге, но, скоро разойдясь с Гизами, примкнул к стану своего кузена Генриха IV. Сражался при Кутра и Иври, командовал кавалерией при осаде Парижа в 1590, осаждал Шартр (1591) и Руан (1592). В 1600 году руководил боевыми действиями против Савойи. От короля Генриха получил титул главного распорядителя королевского двора (grand maître de France).
Столичной резиденцией месье графа служил обширный дворец Екатерины Медичи, от которого до наших дней сохранилась только колонна Медичи. Скончался в замке Бланди, погребён в семейной усыпальнице — картузианской обители при дворце-замке в Гайоне, Нормандия. У него были сын Людовик де Бурбон-Суассон (не оставивший законного потомства) и две дочери, одна за Генрихом II де Лонгвилем, другая — за принцем Кариньянским. От последней происходит Савойский дом.

Резиденции месье графа
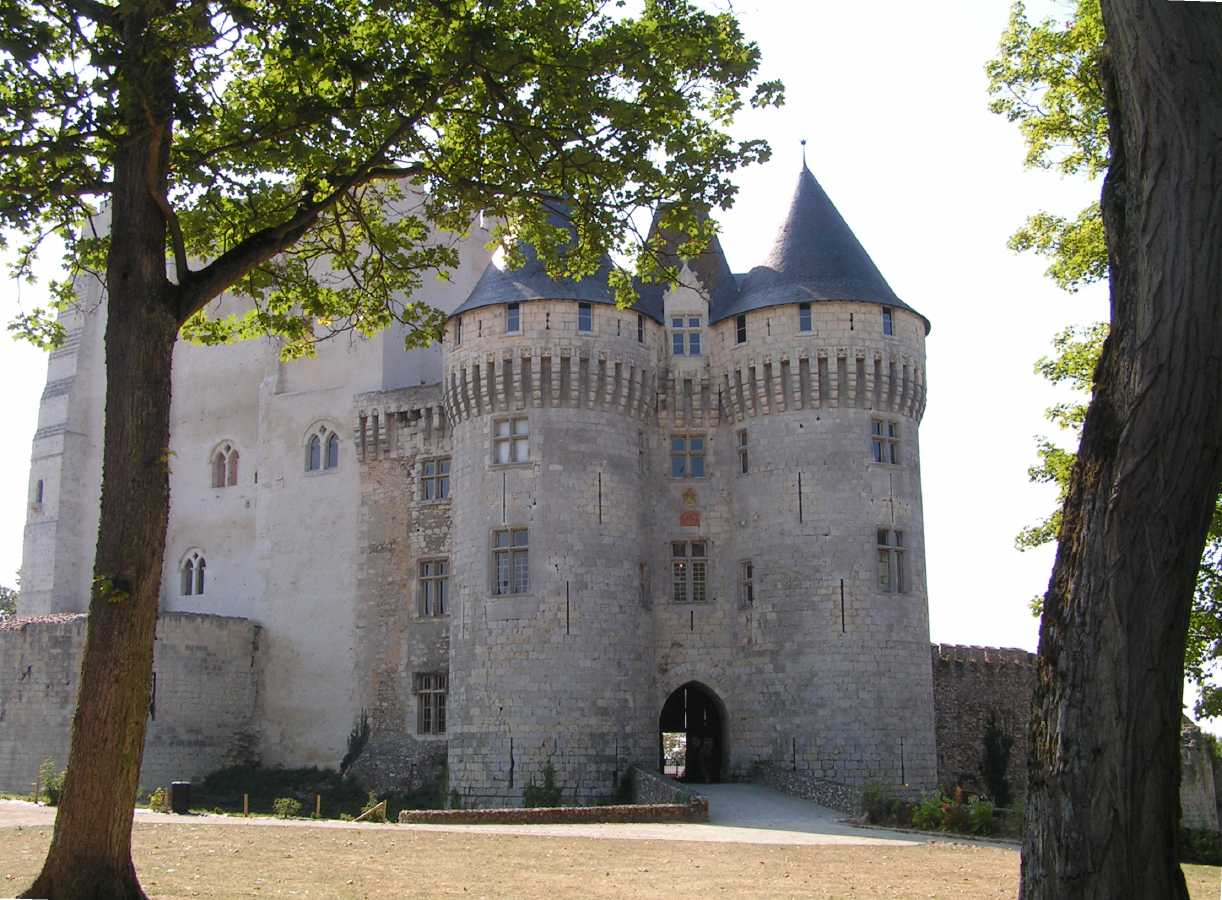
Замок в Ножане, где родился граф
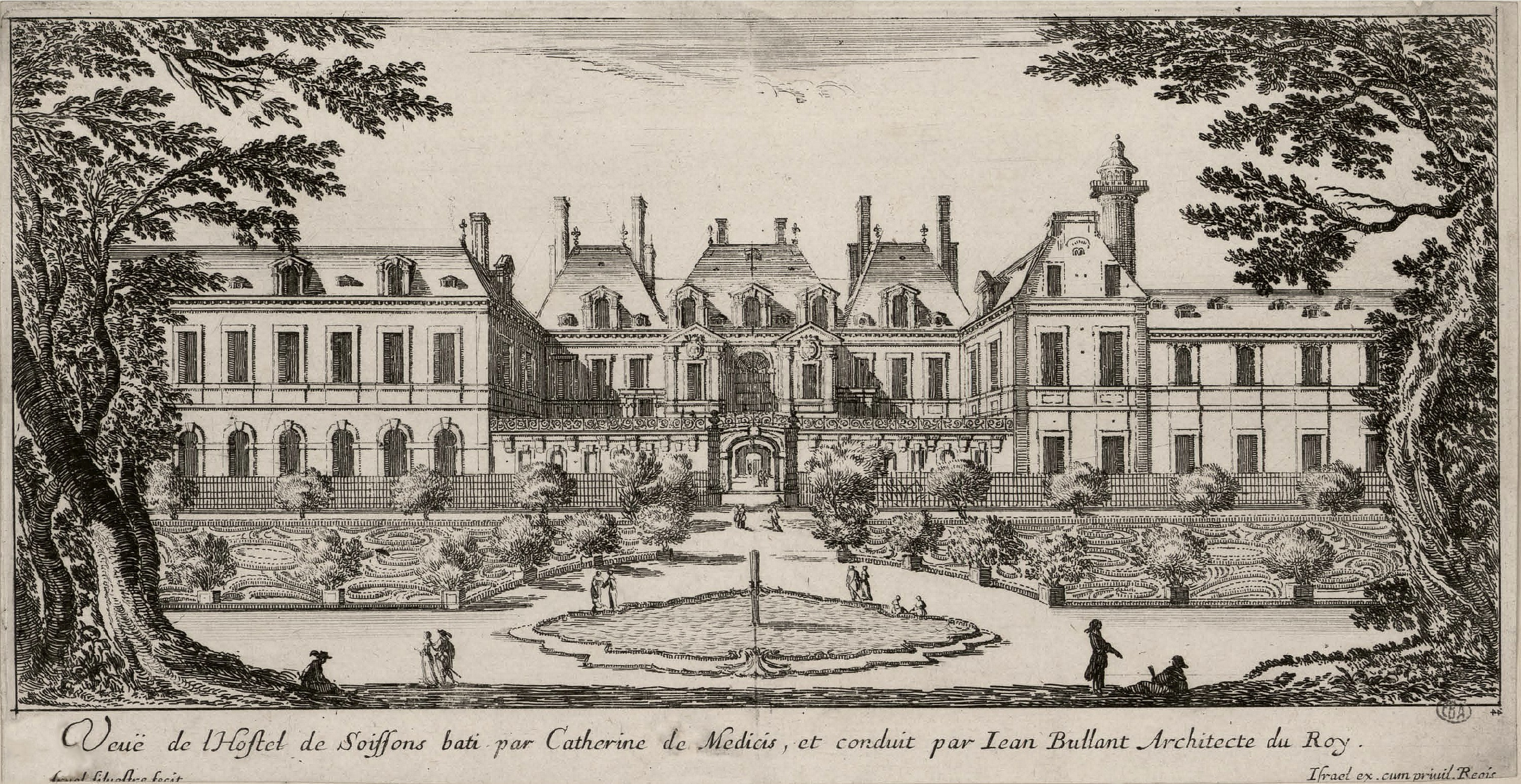
Суассонский дворец в Париже
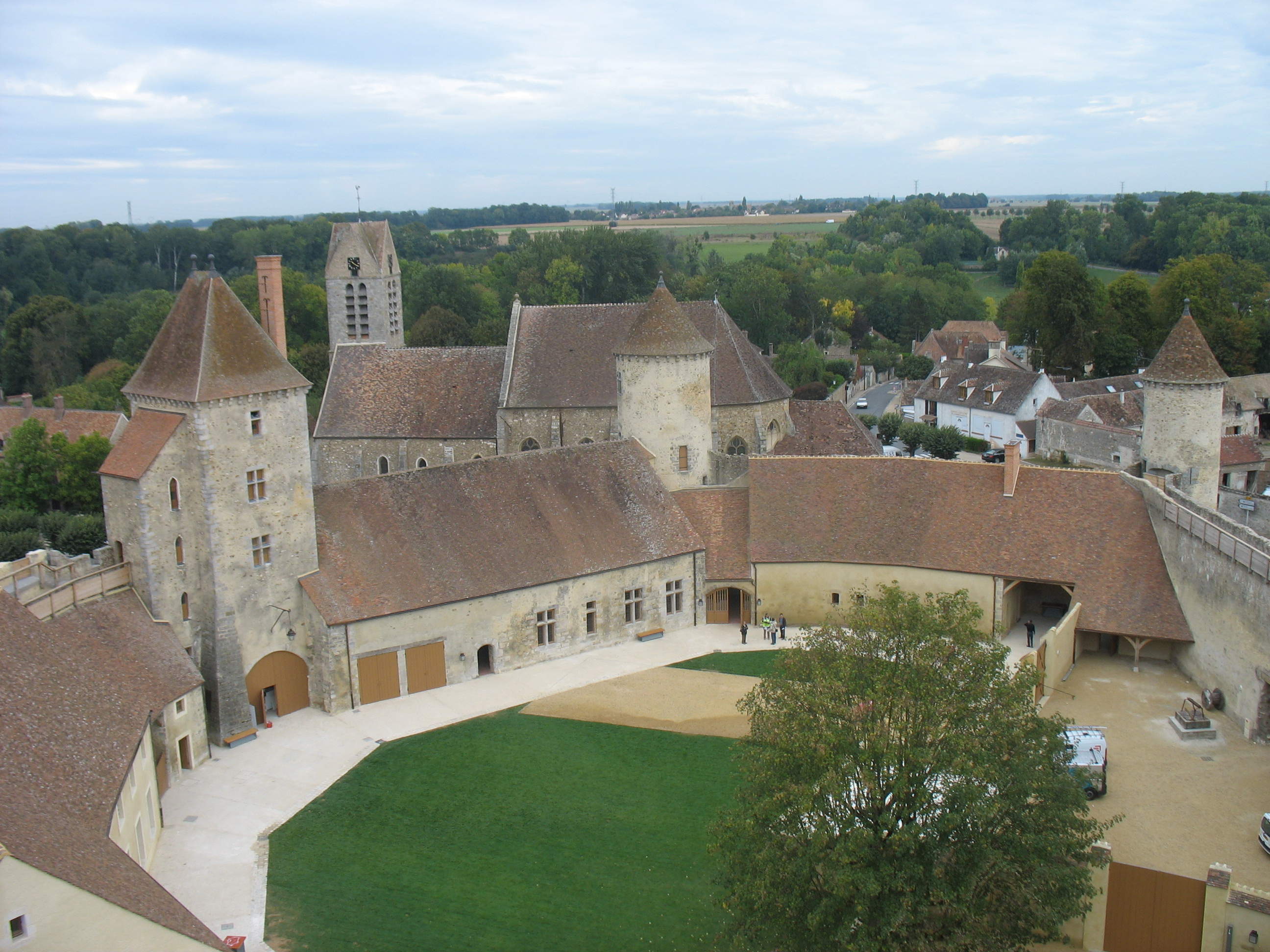
Замок Бланди-ле-Тур, где граф умер
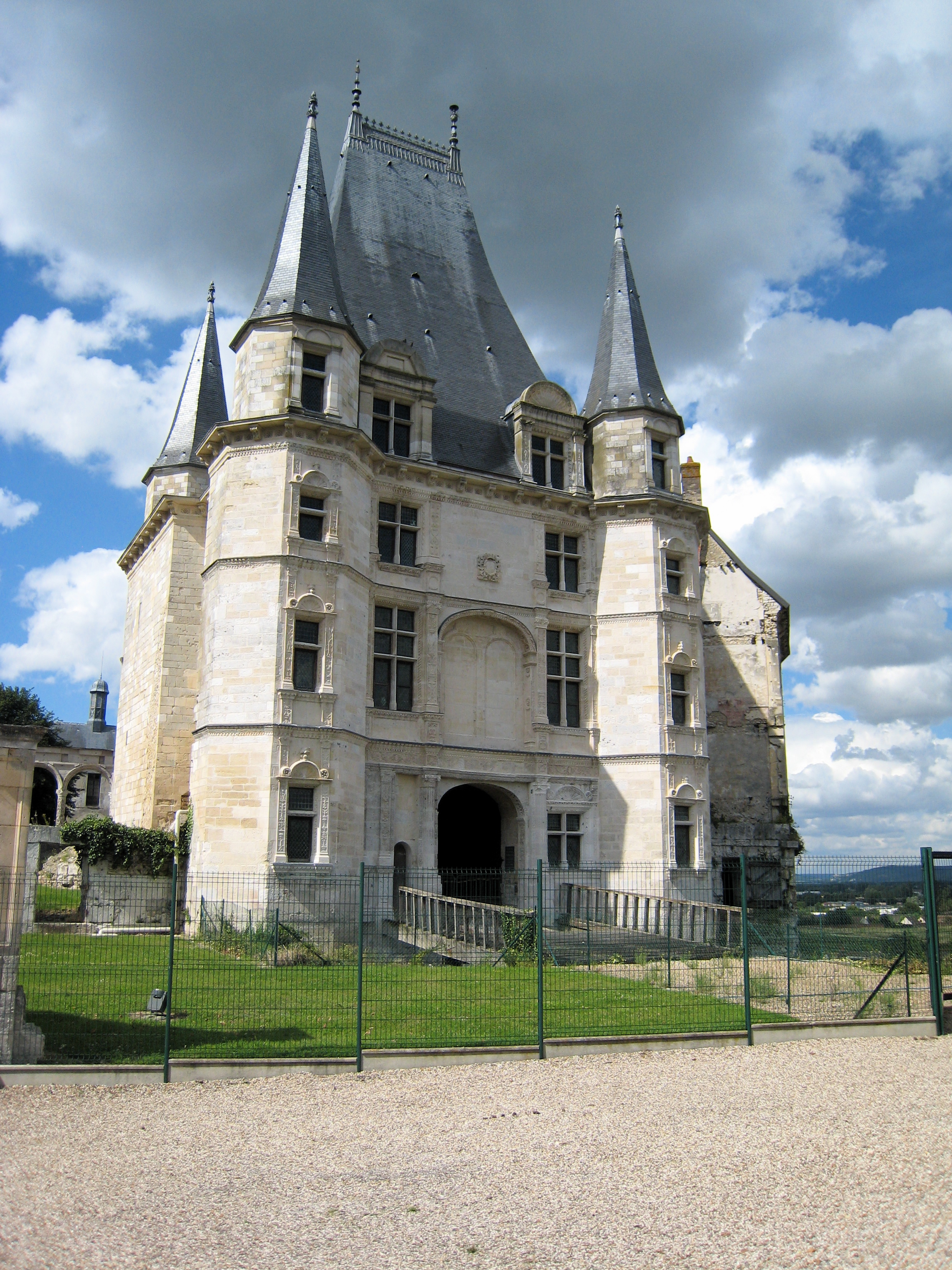
Гайонский замок, где похоронен граф